# Paralabrax nebulifer
Paralabrax nebulifer là một loài cá biển thuộc họ Cá mú. Chúng được tìm thấy dọc theo vùng biển California và Baja California, phía đông Thái Bình Dương.

## Miêu tả
Loài này có thể đạt đến chiều dài 67,0 cm (26,4 in) và nặng khoảng 6,0 kg (13,2 lb). Cơ thể có màu trắng xám với các sọc dọc sẫm màu; bụng màu trắng. Miệng lớn và hàm dưới nhô ra. Loài tương tự bao gồm P. maculatofasciatus, có thể được phân biệt bằng các đốm nhỏ dọc theo cơ thể.